# Genet Zegay
Genet Zegay (* 1992 in Stuttgart) ist eine deutsche Schauspielerin deutsch-eritreischer Herkunft.

## Leben
Erste Theatererfahrung sammelte sie ab 2006 in den Jugendclubs des Jungen Ensemble Stuttgart. Nach ihrem Abitur 2011 am Evangelischen Mörike Gymnasium Stuttgart war sie in der Spielzeit 2012/13 Teil des Ensemble der Jungen Burg am Wiener Burgtheater. Seit 2014 arbeitet sie als Sprecherin für Synchron, Werbung und Hörspiel.
Von 2015 bis 2019 studierte Genet Zegay Schauspiel am Mozarteum in Salzburg. Bereits während ihres Studiums war sie u. a. in Produktionen am Residenztheater in München und bei den Salzburger Festspielen zu sehen.
In der Spielzeit 2018/19 absolvierte sie im Rahmen einer Kooperation mit dem Mozarteum Salzburg das letzte Jahr ihres Schauspielstudiums am Düsseldorfer Schauspielhaus.
2016 spielte sie die Rolle der Suri im Filmdrama Jugend ohne Gott in der Regie von Alain Gsponer.
Von 2019 bis 2021 war sie am Jungen SchauSpielHaus in Hamburg engagiert. Zur Spielzeit 2021/22 wechselt sie an die Bühnen Bern und lebt in der Schweiz.

## Filmografie (Auswahl)
- 2017: Jugend ohne Gott (Kinofilm)
- 2021: Tatort: Borowski und die Angst der weißen Männer
- 2021: In Wahrheit: In einem anderen Leben
- 2021: Ausgeschwärmt (Kurzfilm)
- 2021: Morden im Norden (Fernsehserie, Folge: Schweres Erbe)
- 2022: Sarah Kohr – Geister der Vergangenheit (Fernsehreihe)
- 2022: Der Alte  (Fernsehserie, Folge: Böses Blut)
- 2022: Die Mittagsfrau (Kinospielfilm)
- 2022: Blindgänger (Kinospielfilm)
- 2023: Nudging (Kinofilm)
- 2024: Informant (Miniserie)[5]